# Анандапала
Анандапала (*д/н —1010) — магараджа індійської держави Шахі у 1001–1010 роках, напримирений ворог тюрків-мусульман.

## Життєпис
Проявив свої військові здібності ще за життя свого батька Джаяпали. У 990 році відбив наступ Бхарата, раджи Лахора, а незабаром захопив усю державу Бхарати. Згодом брав участь у війна з Газневідами у 986, 991 та 1001 роках. У квітні 1002 року після зречення батька отримав трон магараджі.
За його правління війна з Газневідами тривала. Цього разу тюрків очолив Махмуд Газневі. 1004 року відібрав у Анандапали місто Бхатія на річці Джелум. 1005 року Анандапала зазнав поразки в Пенджабі, тоді ж була пограбована родинна скарбниця Шахі. 1008 року в битві при Чачі війська Анандапали зустрілися з армією Ганевідів, де були вщент разгромлені.
Усе це змусило Анандапалу 1010 року підписати мир, за яким він втрачав значну частину Пенджабу, фортеці у долині Кангра. У 1011, після смерті Анандапали, владу перебрав його син Трилочанапала.